# Epirrhoe orientalis
Epirrhoe orientalis là một loài bướm đêm trong họ Geometridae.